# POST (metoda)
POST – metoda przesyłania danych w sieci internet. Istnieje w ramach protokołu HTTP i wykorzystywana jest najczęściej do wysłania informacji z formularza znajdującego się na stronie internetowej.
Metoda POST powinna być stosowana tam, gdzie dane odwołanie jest formą interakcji z użytkownikiem, niemożliwą do utrwalenia w formie adresu. Powinna być także stosowana tam, gdzie dana operacja może wywołać wiążące dla użytkownika skutki – np. zapisanie na listę dyskusyjną.
Przykładowy pakiet z informacjami POST wygląda tak:
```
POST /login.jsp HTTP/1.1
Host: www.mysite.com
User-Agent: Mozilla/5.0
Content-Length: 30
Content-Type: application/x-www-form-urlencoded

login=julius&password=grzyb123
```